# 971

971(구백칠십일)은 970보다 크고 972보다 작은 자연수다.

## 수학
- 164번째 소수(素數)다. 앞의 소수는 967, 다음 소수는 977이다.
  - 베르누이 수의 분자 {\displaystyle B_{166}}을 나눌 수 있는 비정규 소수다.
- {\displaystyle 971=3^{2}+11^{2}+29^{2}}
  - 서로 다른 세 소수의 제곱합으로 나타낼 수 있는 12번째 소수다. 이 성질을 지닌 앞의 수는 827, 다음 수는 1019다. (OEIS의 수열 A182479)
- {\displaystyle 65^{5}-1}은 971로 나누어떨어진다.

## 과학
- NGC 971: 삼각형자리 방향에 있는 항성.

## 교통
- 971번 홋카이도도(일본어판)
- 주도 제971호선

## 군사
- U-971(영어판, 독일어판): 제2차 세계 대전에 사용된 나치 독일의 군용 잠수함.

## 문화유산
- 대한민국의 보물 제971호: 묘법연화경 권5~7

## 방송
- 지니 TV의 EBS 플러스 2 채널 번호.
- B tv의 스크린골프존 채널 번호.
- U+ TV의 스카이UHD 채널 번호.
- B tv 케이블의 빌리어즈TV 채널 번호.

## 기타
- 연도: 971년, 기원전 971년